# 新加坡同济医院

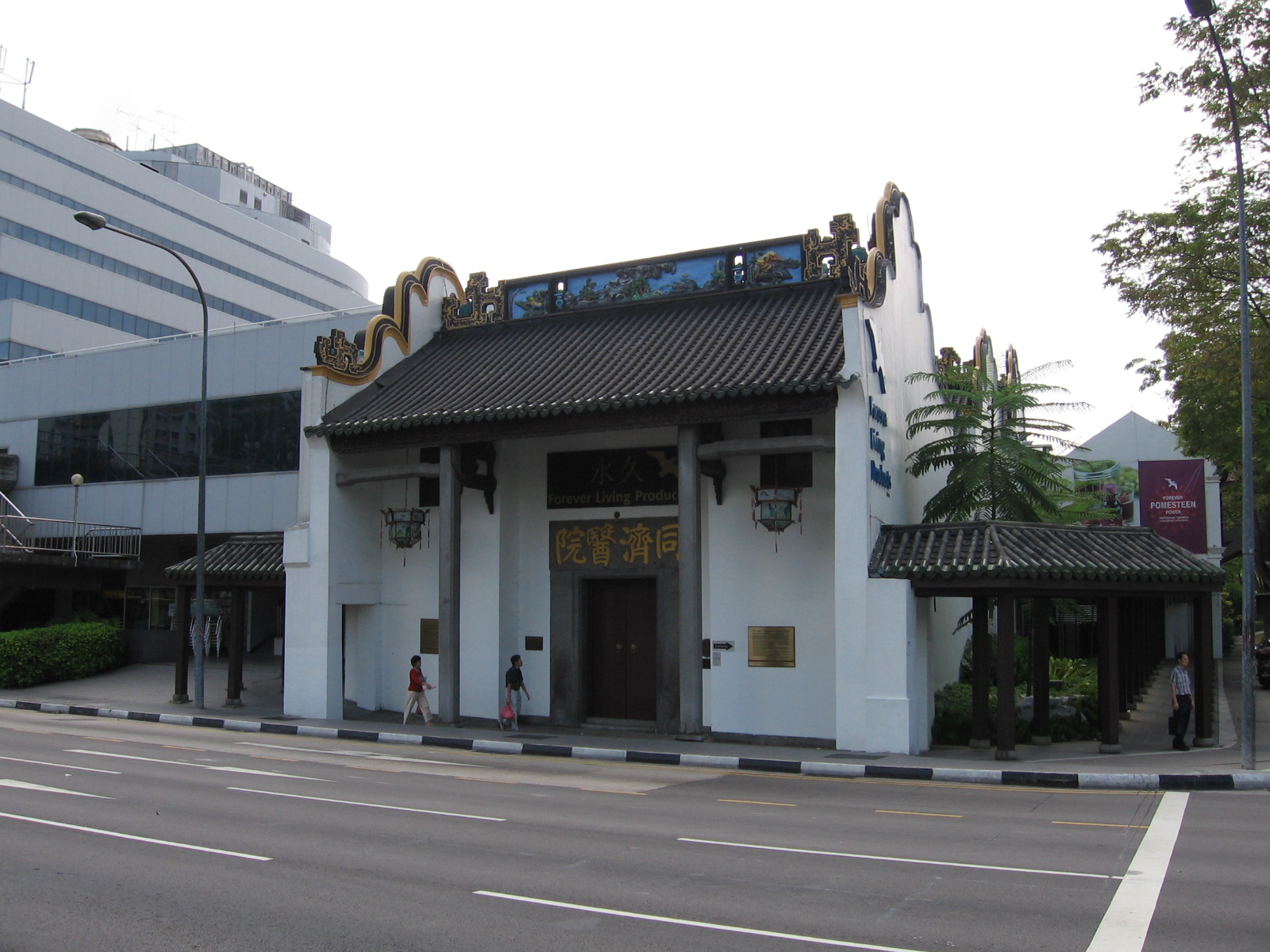
原同济医院旧址

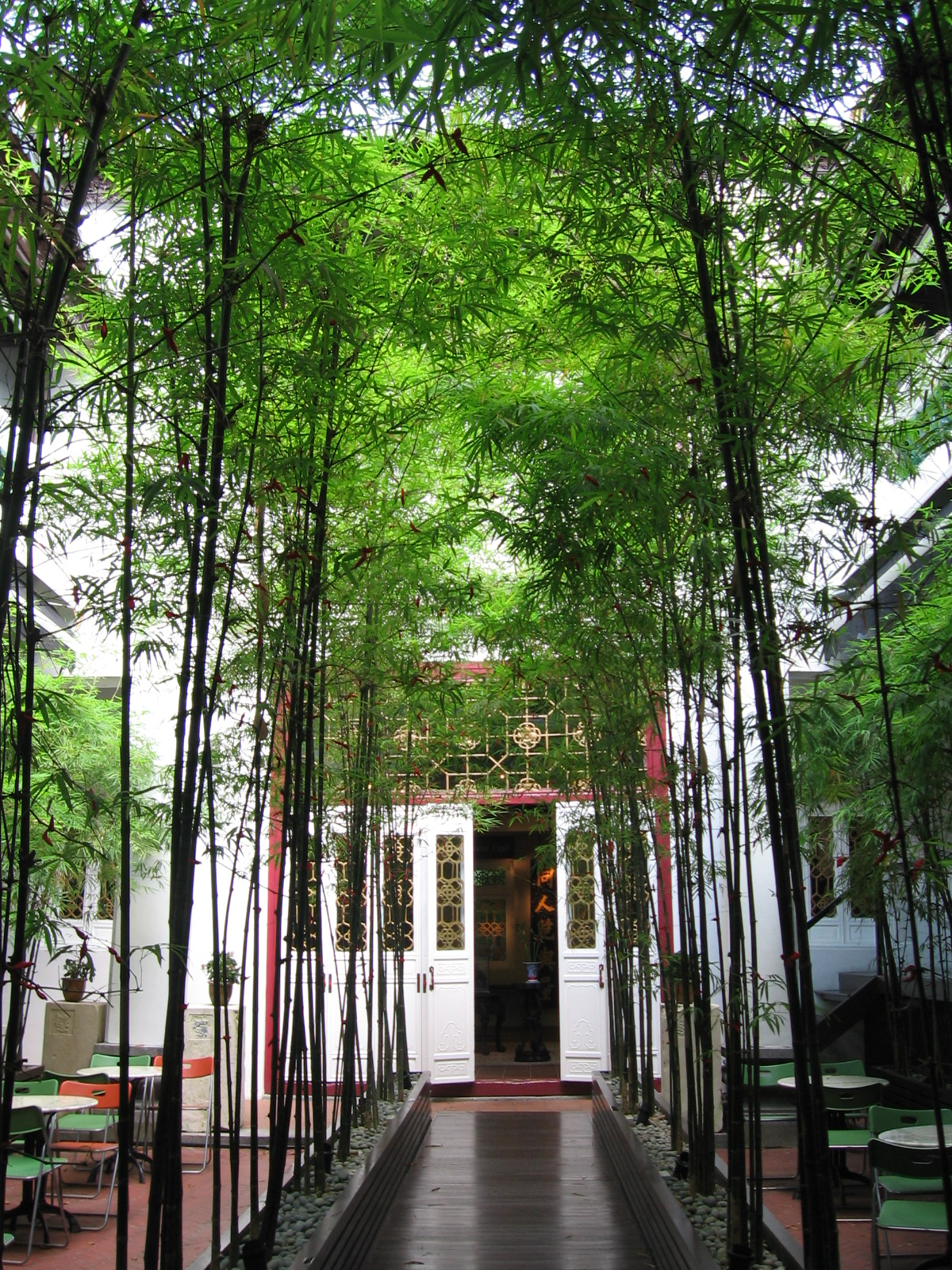
如今原同济医院旧址成为保健品连锁店。

新加坡同济医院（英文为Thong Chai Medical Institution），是新加坡一家历史悠久的医院。

## 历史
1867年，新加坡七大广帮商号在单边街（据《新明日报》和《联合晚报 (新加坡)》的统筹总编辑杜南发考据为今北干拿路，North Canal Rd）创立同济医社，以中医中药为人治病。同济医院除了是一家中医诊所，还是华人同乡互助，聚会和议事的地方。迄今同济医院已成为新加坡规模最大、最具代表性的中医院。同济医院的资金来源有两方面：一是该院多年来积攒的房产租金，二是社会各界人士的热情赞助。
1906年张弼士以同济医院为临时会址创立新加坡中华总商会。1945年日军投降后，华侨李振殿（历任同济医院财政、1954年任主席，抗日团体南侨总会财政，马新第二通道所连接的马来西亚柔佛新山振林山即从其得名）募捐20万马来亚元（叻币于1939年开始被逐年替代），重修在战火中毁坏的新加坡同济医院。同安华侨林推迁、陈光别、李金泉等人，先后担任过该医院总理团主席，副主席和监理等职。
2012年9月同济医院扩建后，门诊人数突破了每日1200人次。